# Portugalia na Letnich Igrzyskach Olimpijskich 1948
Portugalię na Letnich Igrzyskach Olimpijskich 1948 reprezentowało 48 zawodników.

## Zdobyte medale
| Medal  | Zawodnik                               | Dyscyplina  | Konkurencja          |
| ------ | -------------------------------------- | ----------- | -------------------- |
| Srebro | Duarte Bello Fernando Bello            | Żeglarstwo  | Klasa Star           |
| Brąz   | Fernando Paes Francisco Valadas Júnior | Jeździectwo | ujeżdżenie drużynowo |